# Rune RK
Rune Reilly Kölsch (Vrijstad Christiania, 9 februari 1977), beter bekend als Rune RK of Kölsch, is een Deense dj en muziekproducent. Hij werd bekend met het nummer "Calabria" (2003).
In 2016 scoorde Kölsch in Nederland en België een bescheiden hit met het dancenummer Grey. Een jaar later bereikte hij de Vlaamse Tipparade met zijn remix van Hell to the Liars van London Grammar.
In 2023 verscheen hij het album Spiritual Milk van de housegroep CamelPhat.